# Azerbajdzsáni forgalmi rendszámok

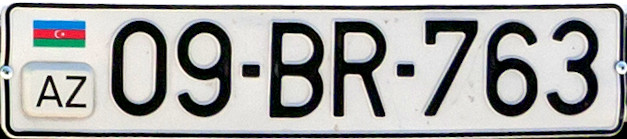
Aktuális rendszám RFiD TAG-gel ellátva

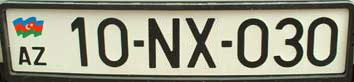
2011 előtti rendszám

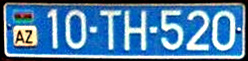
Azeri fuvarozói rendszám RFiD TAG-gel ellátva

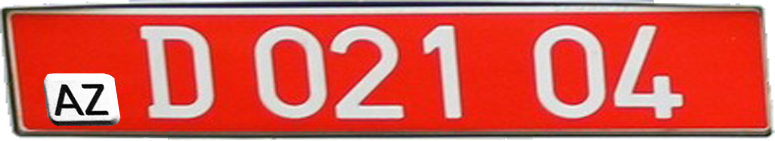
Azeri diplomatarendszám

Az azerbajdzsáni gépjárművek rendszámtáblái az XX-LLL-XXX formátumot követik. A táblák fehér alapon fekete betűtípus használatos, és ugyanolyan méretűek, mint az európai rendszámtáblák többsége. A tábla bal oldalán az azerbajdzsáni zászló és az AZ betűk szerepelnek.
2011 januárjában új stílusú rendszámokat vezettek be az országban; a táblákra az ország zászlaja alá felkerült egy RFiD TAG / chip.

## Régió-megjelölések
Azerbajdzsánban a korábbi francia rendszámtábla-rendszer fordított változatát fogadták el. Az első két számjegy a régiót jelöli, majd utána háromjegyű sorszám következik: LL-XXX
| Code | Department | Code | Department | Code | Department |
| ---- | ---------- | ---- | ---------- | ---- | ---------- |
| 01   | Absheron   | 26   | Xankəndi   | 51   | Samux      |
| 02   | Ağdam      | 27   | Xaçmaz     | 52   | Salyan     |
| 03   | Ağdaş      | 28   | Xocavənd   | 53   | Siyəzən    |
| 04   | Ağcabədi   | 29   | Xızı       | 54   | Sabirabad  |
| 05   | Ağstafa    | 30   | İmişli     | 55   | Şəki       |
| 06   | Ağsu       | 31   | İsmayıllı  | 56   | Şamaxı     |
| 07   | Astara     | 32   | Kəlbəcər   | 57   | Şəmkir     |
| 08   | Balakən    | 33   | Kürdəmir   | 58   | Şuşa       |
| 09   | Bərdə      | 34   | Qax        | 59   | Tərtər     |
| 10   | Baku       | 35   | Qazax      | 60   | Tovuz      |
| 11   | Beyləqan   | 36   | Qəbələ     | 61   | Ucar       |
| 12   | Biləsuvar  | 37   | Qobustan   | 62   | Zaqatala   |
| 13   | unused     | 38   | Qusar      | 63   | Zərdab     |
| 14   | Cəbrayıl   | 39   | Qubadlı    | 64   | Zəngilan   |
| 15   | Cəlilabad  | 40   | Quba       | 65   | Yardımlı   |
| 16   | Daşkəsən   | 41   | Laçın      | 66   | Yevlax     |
| 17   | Şabran     | 42   | Lənkəran   | 67   | Babək      |
| 18   | Shirvan    | 43   | Lerik      | 68   | Şərur      |
| 19   | Füzuli     | 44   | Masallı    | 69   | Ordubad    |
| 20   | Gəncə      | 45   | Mingəçevir | 70   | Nahicseván |
| 21   | Gədəbəy    | 46   | Naftalan   | 71   | Şahbuz     |
| 22   | Goranboy   | 47   | Neftçala   | 72   | Culfa      |
| 23   | Göyçay     | 48   | Oğuz       | 85   | Naxçıvan   |
| 24   | Hacıqabul  | 49   | Saatlı     | 90   | Baku       |
| 25   | Göygöl     | 50   | Sumqayıt   | 99   | Baku       |

## Egyéb rendszámok
- AA - kormányzati
- AO - honvédségi
- D - dipmlomata
- H - külföldi személy azeri lakcímmel
- HP - katonai rendőrség
- HT - katonai igazságszolgáltatás
- K - sajtó- és egyéb médiarendszámok
- M - külföldi cégek autói
- MN - védelmi minisztérium
- P - külföldi delegáció
- PA - elnöki adminisztrációval rendelkező autók
- PM - elnöki titkosszolgálat
- SFR - nagykövetségi autók
- SQ - határőrség
- T - a nagykövetségen vagy konzulátuson akkreditált műszaki személyzet
- XQ - haditengerészet
- YP - rendőrség
- ZL - pótkocsi